# Harriet Mellon
Harriet Beauclerk, duchesse de St Albans (orthographe alternative : Harriot ; née Mellon ; 11 novembre 1777 - 6 août 1837) est une banquière et actrice britannique qui a joué dans Drury Lane. Elle est successivement l'épouse du banquier Thomas Coutts puis de William Beauclerk (9e duc de Saint-Albans) . Elle est largement célébrée pour sa beauté et elle est peinte par George Romney et Thomas Lawrence.

## Jeunesse et premier mariage
Mellon, la fille du lieutenant Matthew Mellon, est une comédienne ambulante (membre d'une troupe de théâtre ambulante) et devient actrice .
Quand elle est jeune, elle joue au Duke Street Theatre, où elle attire l'attention d'un vieux banquier riche, Thomas Coutts, fondateur de Coutts &amp; Co. Après la mort de sa femme en 1815, elle l'épouse. De son précédent mariage, il a trois filles – Susan (épouse du 3e comte de Guilford), Frances (épouse du 1er marquis de Bute) et Sophia (épouse de Francis Burdett).
En 1822, après la mort de son mari, elle devient très riche, ayant hérité de toute sa fortune, notamment sa participation dans la banque familiale . Elle achète le bail d'une propriété de campagne à quatre miles de là au Holly Lodge à Highgate, y organisant des fêtes et dans sa maison de ville au 78 Stratton Street Piccadilly. Elle passe également du temps dans sa maison de Brighton, St Alban's House, 131 Kings Road, au coin de Regency Square .

## Deuxième mariage
En 1827, elle épouse William Beauclerk (9e duc de Saint-Albans), de 23 ans son cadet . Walter Scott, son ami, lui écrit pour la féliciter.
À sa mort en 1837, ses biens et sa fortune vont à sa belle-petite-fille, choisie comme héritière après un examen minutieux des bénéficiaires possibles, qui, comme condition de l'héritage, modifie son nom en Angela Burdett-Coutts .